# Neil A. Armstrong Flight Research Center

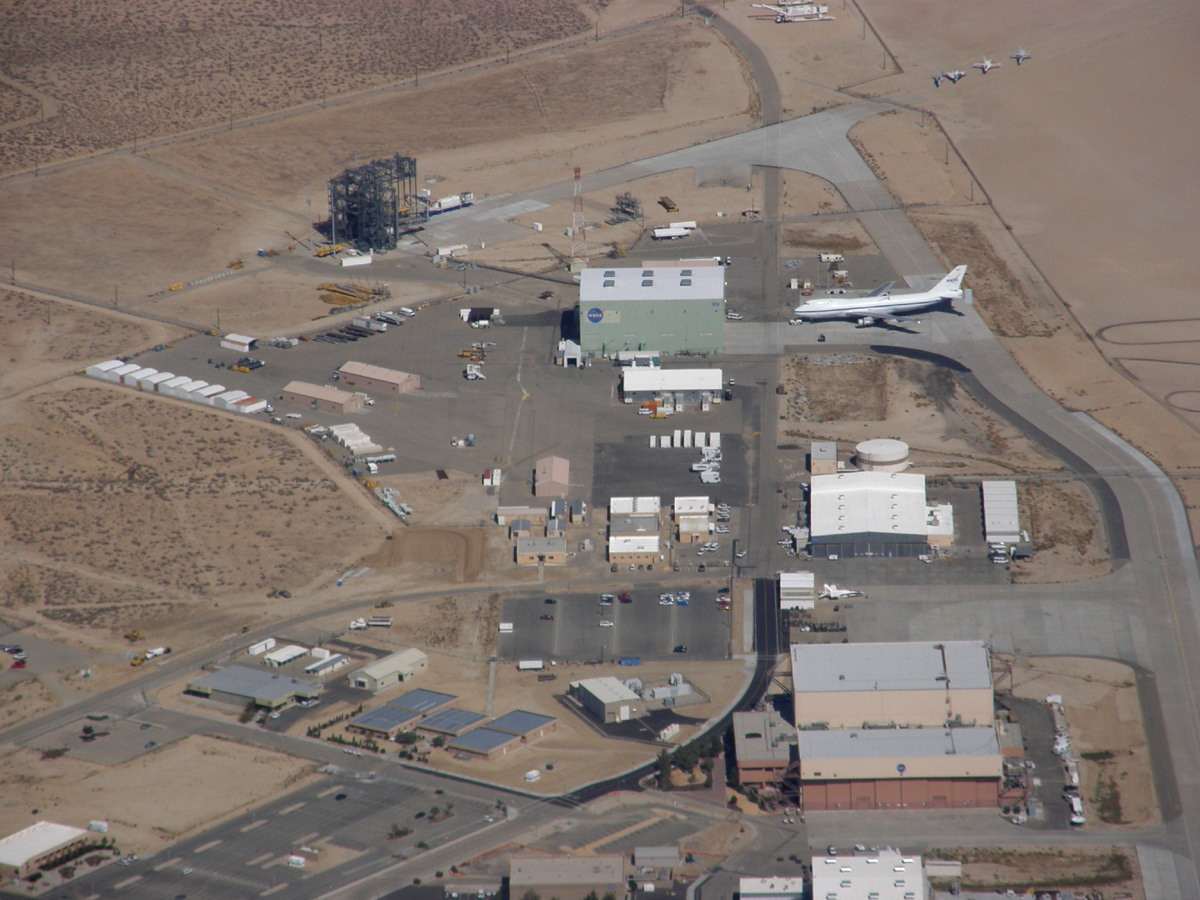
Le Neil A. Armstrong Flight Research Center.

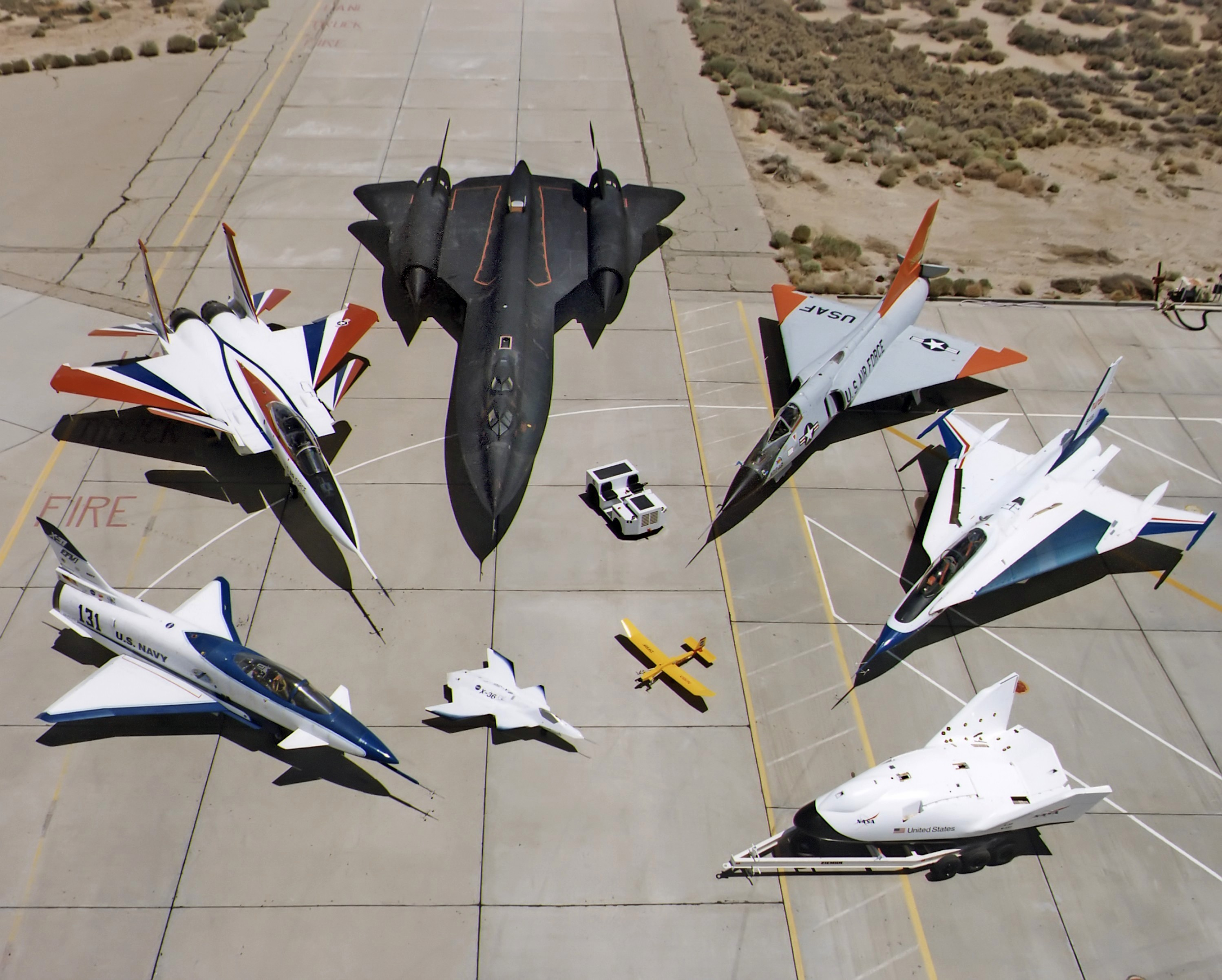
La flotte d'avions du Dryden Flight Research Center en 1997.

Le Neil A. Armstrong Flight Research Center, situé dans le désert de Mojave en Californie, est un centre de recherche aéronautique de la NASA. Il est situé sur l'emprise de la base de l'Air Force Edwards, qui bénéficie d'un climat particulièrement stable et de longues pistes d'atterrissage sur le fond d'un lac desséché, est utilisé pour tester certains des avions les plus avancés au monde. La navette spatiale américaine pouvait se dérouter sur Edwards lorsque les conditions météorologiques n'étaient pas favorables à Cap Canaveral. Lorsque c'est le cas, deux Shuttle Carrier Aircraft (SCA), qui sont des Boeing 747 modifiés, permettaient de transporter l'orbiteur au centre spatial Kennedy. David D. McBride est actuellement le responsable du centre de recherche.
D'abord connu comme le Muroc Flight Test Unit du National Advisory Committee for Aeronautics (NACA), le centre de recherche est connu sous le nom de High-Speed Flight Research Station en 1949 et de High-Speed Flight Station en 1954. Le 26 mars 1976, il est nommé le Dryden Flight Research Center (DFRC) en l'honneur Hugh L. Dryden, un ingénieur en aéronautique de renom qui, au moment de sa mort, en 1965, est administrateur adjoint de la NASA. Le 1er mars 2014, le centre est nommé le Neil A. Armstrong Flight Research Center en l'honneur de l'astronaute Neil Armstrong, qui est un pilote d'essai entre 1955 et 1962.
Jusqu'en 2004, le centre Edwards exploite le plus vieux bombardier Boeing B-52 Stratofortress, modèle B-52B (serial 008) qui est transformé en lanceur d'avions d'essai, baptisé Balls 8. Il lance un grand nombre de véhicules d'essai supersoniques, allant du North American X-15 à l'hypersonique NASA X-43A Scramjet du dernier programme de recherche, propulsé par un lanceur Pegasus. Il est également le dernier B-52B en service, mais il a le moins d'heures de vol de tous les bombardiers B-52. L'avion est retiré pour éventuellement trouver un emplacement permanent à l'entrée nord d'Edwards, pour l'exposition de l'aéronef qui est sans doute le plus grand contributeur de l'aérospatiale aux développement des vols d'essais.

## Douglas Skyrocket

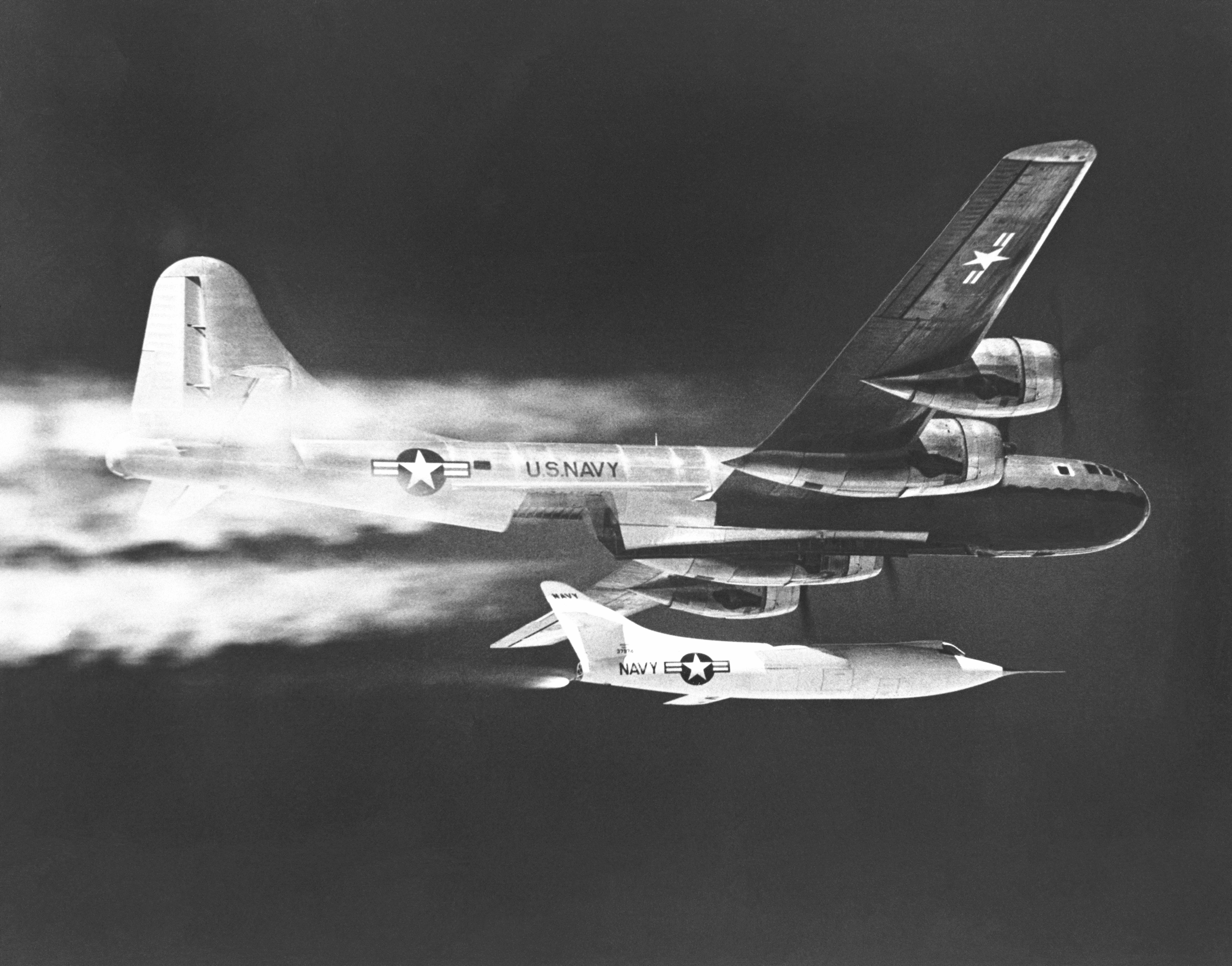
Le Douglas D-558-II Skyrocket de la NACA, premier avion à dépasser Mach 2.

Le Douglas D-558-II Skyrocket, successeur du Bell X-1, est exploité par le NACA, l'ancêtre de la NASA. Cet aéronef propose deux modes de propulsion, un réacteur et un moteur-fusée, il est en mesure d'être lancé par un avion porteur (à l'instar du X-1) ou de décoller par ses propres moyens, à condition d'être muni de fusées d'appoint. Il est utilisé pour des tests de stabilité dans le domaine transsonique, ainsi que dans la recherche de la configuration optimale des ailes pour les régimes supersoniques et la dynamique des vols à haute vitesse. Le 20 novembre 1953, le Douglas Skyrocket devient le premier avion à voler à deux fois la vitesse du son, en atteignant Mach 2,005.

## Controlled Impact Demonstration

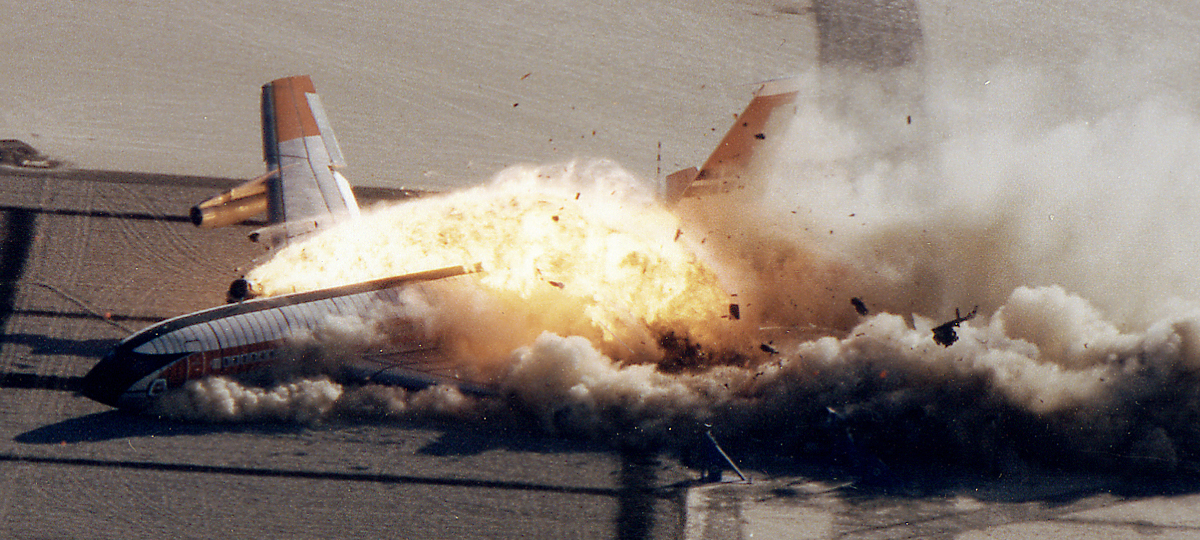
Un Boeing 720 piloté à distance est détruit dans l'impact.

En 1984, le projet Controlled Impact Demonstration (démonstration à impact contrôlé) est lancé, en commun avec la Federal Aviation Administration, visant à rechercher un nouveau carburant qui diminue les dommages dus au feu dans le crash d'un grand avion de ligne.
Dans la matinée du 1er décembre 1984, le 15e et dernier vol du Boeing 720 commandé à distance décolle de la base Edwards. Ce Boeing piloté à distance est dirigé à l'atterrissage sur un couteau d'aile spécialement construit pour déchirer les ailes et vaporiser le carburant partout autour. Malgré les nouveaux additifs de carburant, la boule de feu résultant est énorme et le feu demande une heure pour être éteint complètement. Le stress du pilote lié à l'essai et à l'importance des enjeux économiques résultant de la réussite de ce test est en partie la cause de ce raté.
Au lieu de poser l'avion, le train atterrissage rentré, sur le ventre et dans l'axe de la piste, une maladroite manœuvre de dernière seconde fait toucher l'aile gauche en premier, et déséquilibre l'avion. Le réacteur no 3 se trouve alors pile en face du couteau d'aile, détruisant le moteur et provoquant une importante fuite de carburant dépourvu d'additif, car situé juste après le filtre. L'avion continue son virage en lacet vers la gauche jusqu'à ce qu'il soit presque le côté. L'aile droite endommagée se détache et se plie, libérant une quantité énorme de carburant. 
Même si l'additif de carburant n'empêche pas l'incendie, la recherche n'est pas un échec complet. Il est évident qu'il est budgétairement impossible de refaire un autre essai. La FAA, à la suite de ce seul et unique essai décide de stopper les enquêtes, estimant que les essais à grande échelle sont plus représentatifs que les essais en laboratoires, et que l'additif est inefficace dans des conditions réelles lors d'un accident aérien d'un avion de ligne.
L'additif empêche toutefois la combustion du carburant qui s'élève au-dessus du fuselage de l'avion et sert à le refroidir de façon similaire à celle dont on refroidit la tuyère d'un moteur-fusée conventionnel. À noter également : les mannequins d'essai instrumentés qui sont dans l'avion lors de l'impact ont fourni de précieux renseignements pour la recherche sur d'autres aspects de l'accident et la survie des occupants.

## Expérience linéaire Aerospike SR-71

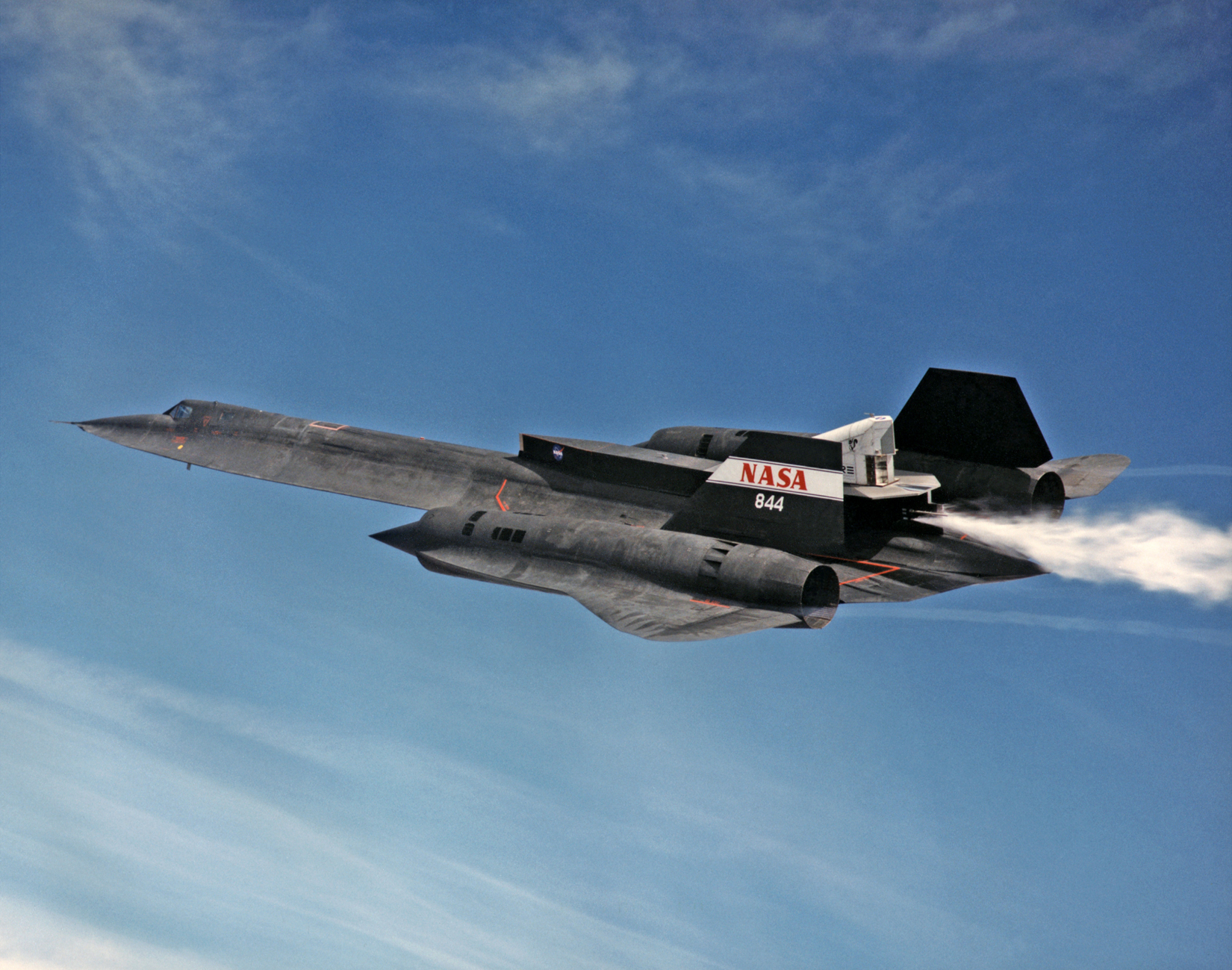
Un projet Skunk Works plus récent utilisant un plus ancien : LASRE sur un Lockheed SR-71 Blackbird.

Le Linear Aerospike SR-71 Experiment (en) ou LASRE est une expérience de la NASA en coopération avec Lockheed Martin pour étudier un lanceur réutilisable de conception basée sur un moteur-fusée linéaire d'une tuyère aerospike. L'expérience a pour objectif de fournir des données de vol pour aider Lockheed Martin à valider les calculs des outils prédictifs mis au point pour la conception de l'appareil. L'expérience est montée sur le dos d'un avion SR-71 Blackbird de Lockheed, exploité comme une sorte de « vol en soufflerie ».
L'expérience porte sur la détermination de la façon dont la trainée d'un moteur de lanceur réutilisable affecte l'aérodynamique à des altitudes et des vitesses atteignant environ 750 miles par heure (335 mètres par seconde). L'interaction de l'écoulement aérodynamique avec le panache du moteur peut créer des traînées ; la recherche porte sur des améliorations de conception afin de minimiser cette interaction.

## Véhicule d'alunissage
Les véhicules de recherches sur l'atterrissage lunaire LLRV sont un projet du programme Apollo pour construire un simulateur pour l'atterrissage sur la Lune. Les LLRV, dénommés avec humour « Flying Bedsteads » (« sommiers volants », surnom déjà utilisé pour le Rolls-Royce Thrust Measuring Rig), sont utilisés par le FRC à la base aérienne de Edwards, en Californie, pour étudier et analyser les techniques de pilotage nécessaires pour voler et poser le module lunaire Apollo sur la Lune dépourvue d'atmosphère.